# Family Circle Cup 2015 - Qualificazioni singolare
Le qualificazioni del singolare del Family Circle Cup 2015 sono state un torneo di tennis preliminare per accedere alla fase finale della manifestazione. I vincitori dell'ultimo turno sono entrati di diritto nel tabellone principale. In caso di ritiro di uno o più giocatori aventi diritto a questi sono subentrati i lucky loser, ossia i giocatori che hanno perso nell'ultimo turno ma che avevano una classifica più alta rispetto agli altri partecipanti che avevano comunque perso nel turno finale.

## Teste di serie
Le prime due teste di serie hanno ricevuto un bye per il turno successivo.
1. Lucie Hradecká (qualificata)
2. Zhu Lin (primo turno)
3. Sesil Karatančeva (qualificata)
4. Alla Kudrjavceva (primo turno)
5. Kimiko Date-Krumm (ultimo turno)
6. Michelle Larcher de Brito (primo turno)
7. Kristína Kučová (qualificata)
8. Danka Kovinić (qualificata)

1. Maryna Zanevs'ka (primo turno)
2. Louisa Chirico (ultimo turno)
3. Jovana Jakšić (ultimo turno)
4. Barbora Krejčíková (ultimo turno)
5. Laura Siegemund (qualificata)
6. Paula Kania (primo turno)
7. Kateryna Bondarenko (qualificata)
8. Anastasija Rodionova (primo turno)

## Qualificate
1. Lucie Hradecká
2. Jessica Pegula
3. Sesil Karatančeva
4. Sara Sorribes Tormo

1. Laura Siegemund
2. Kateryna Bondarenko
3. Kristína Kučová
4. Danka Kovinić

## Tabellone qualificazioni

### Legenda
| - Q = Qualificato - WC = Wild card - LL = Lucky loser | - ALT = Alternate - SE = Special Exempt - PR = Protected Ranking | - w/o = Walkover - r = Ritirato - d = Squalificato |

### 1ª sezione
|  | Primo turno | Primo turno        | Primo turno        | Primo turno | Primo turno |  |  | Ultimo turno | Ultimo turno       | Ultimo turno       | Ultimo turno | Ultimo turno |  |
|  |             |                    |                    |             |             |  |  |              |                    |                    |              |              |  |
|  | 1           | Lucie Hradecká     | Lucie Hradecká     | 6           | 6           |  |  |              |                    |                    |              |              |  |
|  | WC          | Ellie Halbauer     | Ellie Halbauer     | 2           | 4           |  |  | 1            | Lucie Hradecká     | Lucie Hradecká     | 7            | 6            |  |
|  |             | Olivia Rogowska    | Olivia Rogowska    | 5           | 4           |  |  | 12           | Barbora Krejčíková | Barbora Krejčíková | 63           | 4            |  |
|  | 12          | Barbora Krejčíková | Barbora Krejčíková | 7           | 6           |  |  |              |                    |                    |              |              |  |

### 2ª sezione
|  | Primo turno | Primo turno      | Primo turno      | Primo turno | Primo turno |  |  | Ultimo turno | Ultimo turno    | Ultimo turno    | Ultimo turno | Ultimo turno |  |
|  |             |                  |                  |             |             |  |  |              |                 |                 |              |              |  |
|  | 2           | Zhu Lin          | Zhu Lin          | 3           | 64          |  |  |              |                 |                 |              |              |  |
|  | WC          | Jessica Pegula   | Jessica Pegula   | 6           | 7           |  |  | WC           | Jessica Pegula  | Jessica Pegula  | 7            | 6            |  |
|  |             | Lesley Kerkhove  | Lesley Kerkhove  | 7           | 6           |  |  |              | Lesley Kerkhove | Lesley Kerkhove | 65           | 3            |  |
|  | 9           | Maryna Zanevs'ka | Maryna Zanevs'ka | 5           | 3           |  |  |              |                 |                 |              |              |  |

### 3ª sezione
|  | Primo turno | Primo turno        | Primo turno        | Primo turno | Primo turno |  |  | Ultimo turno | Ultimo turno      | Ultimo turno | Ultimo turno | Ultimo turno |  |
|  |             |                    |                    |             |             |  |  |              |                   |              |              |              |  |
|  | 3           | Sesil Karatančeva  | Sesil Karatančeva  | 6           | 6           |  |  |              |                   |              |              |              |  |
|  |             | Arantxa Rus        | Arantxa Rus        | 2           | 1           |  |  | 3            | Sesil Karatančeva | 6            | 1            | 6            |  |
|  |             | Gabriela Dabrowski | Gabriela Dabrowski | 2           | 4           |  |  | 10           | Louisa Chirico    | 3            | 6            | 1            |  |
|  | 10          | Louisa Chirico     | Louisa Chirico     | 6           | 6           |  |  |              |                   |              |              |              |  |

### 4ª sezione
|  | Primo turno | Primo turno         | Primo turno         | Primo turno | Primo turno |  |  | Ultimo turno | Ultimo turno        | Ultimo turno        | Ultimo turno | Ultimo turno |  |
|  |             |                     |                     |             |             |  |  |              |                     |                     |              |              |  |
|  | 4           | Alla Kudrjavceva    | Alla Kudrjavceva    | 1           | 4           |  |  |              |                     |                     |              |              |  |
|  |             | Sara Sorribes Tormo | Sara Sorribes Tormo | 6           | 6           |  |  |              | Sara Sorribes Tormo | Sara Sorribes Tormo | 6            | 6            |  |
|  |             | Katarzyna Piter     | 2                   | 7           | 2           |  |  | 11           | Jovana Jakšić       | Jovana Jakšić       | 2            | 2            |  |
|  | 11          | Jovana Jakšić       | 6                   | 6(1)        | 6           |  |  |              |                     |                     |              |              |  |

### 5ª sezione
|  | Primo turno | Primo turno       | Primo turno       | Primo turno | Primo turno |  |  | Ultimo turno | Ultimo turno      | Ultimo turno      | Ultimo turno | Ultimo turno |  |
|  |             |                   |                   |             |             |  |  |              |                   |                   |              |              |  |
|  | 5           | Kimiko Date-Krumm | Kimiko Date-Krumm | 6           | 6           |  |  |              |                   |                   |              |              |  |
|  |             | Julia Boserup     | Julia Boserup     | 1           | 1           |  |  | 5            | Kimiko Date-Krumm | Kimiko Date-Krumm | 0            | 1            |  |
|  | WC          | Françoise Abanda  | Françoise Abanda  | 1           | 5           |  |  | 13           | Laura Siegemund   | Laura Siegemund   | 6            | 6            |  |
|  | 13          | Laura Siegemund   | Laura Siegemund   | 6           | 7           |  |  |              |                   |                   |              |              |  |

### 6ª sezione
|  | Primo turno | Primo turno               | Primo turno         | Primo turno | Primo turno |  |  | Ultimo turno | Ultimo turno        | Ultimo turno        | Ultimo turno | Ultimo turno |  |
|  |             |                           |                     |             |             |  |  |              |                     |                     |              |              |  |
|  | 6           | Michelle Larcher de Brito | 65                  | 6           | 2           |  |  |              |                     |                     |              |              |  |
|  |             | Beatriz Haddad Maia       | 7                   | 4           | 6           |  |  |              | Beatriz Haddad Maia | Beatriz Haddad Maia | 3            | 610          |  |
|  |             | Catherine Bellis          | Catherine Bellis    | 4           | 2           |  |  | 15           | Kateryna Bondarenko | Kateryna Bondarenko | 6            | 712          |  |
|  | 15          | Kateryna Bondarenko       | Kateryna Bondarenko | 6           | 6           |  |  |              |                     |                     |              |              |  |

### 7ª sezione
|  | Primo turno | Primo turno          | Primo turno          | Primo turno | Primo turno |  |  | Ultimo turno | Ultimo turno    | Ultimo turno | Ultimo turno | Ultimo turno |  |
|  |             |                      |                      |             |             |  |  |              |                 |              |              |              |  |
|  | 7           | Kristína Kučová      | Kristína Kučová      | 7           | 6           |  |  |              |                 |              |              |              |  |
|  | WC          | Samantha Crawford    | Samantha Crawford    | 63          | 4           |  |  | 7            | Kristína Kučová | 6            | 1            | 6            |  |
|  |             | Maria Sanchez        | Maria Sanchez        | 7           | 6           |  |  |              | Maria Sanchez   | 4            | 6            | 4            |  |
|  | 16          | Anastasija Rodionova | Anastasija Rodionova | 65          | 2           |  |  |              |                 |              |              |              |  |

### 8ª sezione
|  | Primo turno | Primo turno   | Primo turno   | Primo turno | Primo turno |  |  | Ultimo turno | Ultimo turno  | Ultimo turno | Ultimo turno | Ultimo turno |  |
|  |             |               |               |             |             |  |  |              |               |              |              |              |  |
|  | 8           | Danka Kovinić | Danka Kovinić | 6           | 6           |  |  |              |               |              |              |              |  |
|  |             | Allie Kiick   | Allie Kiick   | 0           | 0           |  |  | 8            | Danka Kovinić | 4            | 6            | 710          |  |
|  |             | Naomi Ōsaka   | Naomi Ōsaka   | 6           | 6           |  |  |              | Naomi Ōsaka   | 6            | 3            | 68           |  |
|  | 14          | Paula Kania   | Paula Kania   | 3           | 1           |  |  |              |               |              |              |              |  |